# きみのおうちへ
『きみのおうちへ』（英: LOST AND FOUND）は、2008年に初放送されたイギリスのテレビ用短編アニメーション映画。監督・脚本はフィリップ・ハント（Philip HUNT）、制作会社はイギリスのアニメーションスタジオStudio AKAである。2009年の英国アカデミー賞チルドレンズ・アワードのアニメーション部門賞を受賞したほか、アヌシー国際アニメーション映画祭でTVスペシャル賞、広島国際アニメーションフェスティバルで国際審査員特別賞など、世界各地の映画祭で60以上の賞を獲得している。NHK放送時には「きみのおうちへ（LOST AND FOUND）」の邦題で番組表に掲載される。
原作はイギリス・北アイルランドの首府ベルファストで育った児童文学作家オリヴァー・ジェファーズが2005年に発表した絵本『Lost and Found』（邦題:『まいごのペンギン』）である。当記事では原作の絵本および演劇版についても取り扱う。

## あらすじ
とある港町に住む少年のもとへある日1羽の「ペンギン」がやってくる。少年はこのペンギンは迷子になったのであろうと落とし物預かり所へと行く。しかし、該当する件がないとして少年とペンギンは追い返されてしまう。
少年は迷子のペンギンを助けるために、鳥たちに聞いたり、本で調べたりして、必死に頑張る。
その後、少年はなんとかペンギンをもとの場所に戻そうと小さなボートを作る。そして2人でボートへ乗り込みペンギンが元々住んでいた南極大陸を目指す。
しかしやがて少年は長い旅路の果てにペンギンの本当の気持ちを察することとなる。

## 登場キャラクター
台詞はナレーターにのみ与えられており、登場キャラクターは喋らない。
- ナレーター (Narrator)
  - キャスト： ジム・ブロードベント（原語版）[2]、大森南朋（日本語版吹替）[1]
- 少年
  - とある港町に住む男の子[1]。
- ペンギン
  - 少年のもとにある日ひょっこりとやってきたペンギン[1]。

## 製作
テレビ放送用の短編アニメーション『きみのおうちへ』は、4つの国の20人のスタッフによって約11カ月で完成された。ほとんど実現不可能な納期設定と非常に厳しい予算制約の中で制作した、と監督を務めたフィリップ・ハントは述べている。アニメーターはBoris Kossmehlである。

## テレビ放送
製作国のイギリスでは、2008年12月24日（クリスマス・イヴ）に地上波公共放送チャンネル4（Channel 4）で最初の放送がおこなわれた。
日本のテレビにおいては、2009年（平成21年）12月23日にNHK-BS2の「BS冬休みアニメ特選」枠で初めて放送された。地上波テレビでは2019年（平成31年）3月21日にNHK Eテレで初めて放送された。その後、地上波では同年6月30日、9月18日、12月31日、翌2020年（令和2年）4月1日にも同じくNHK Eテレで再放送されている。

## 原作絵本
原作となった絵本『Lost and Found』（ISBN 978-0-00-715035-9、OCLC 62889296）は2005年にイギリスのハーパーコリンズ社から出版された。著者はオリヴァー・ジェファーズであある。
日本では『まいごのペンギン』（ISBN 978-4-78-972645-0、訳: 三辺律子）の邦題で2005年（平成17年）12月にヴィレッジブックスから翻訳出版された。

## 舞台公演
演劇版『Lost and Found』は劇団トラベリング・ライトとポルカ・シアトルによって、主として3歳–7歳の児童向けの舞台として制作された。2011年4月にはロンドンのジャクソンズ・レーン劇場で公演された。

## 評価
短編アニメーション『きみのおうちへ』は2009年にBAFTA主催の英国アカデミー賞こども部門のアニメーション賞を受賞した。そのほか2009年の第33回アヌシー国際アニメーション映画祭でTVスペシャル賞（best TV special）を獲得するなど、世界各地の映画祭で60以上の賞を受け、国際的に高く評価されている。日本でも2010年の第13回広島国際アニメーションフェスティバルで「物語の流れ、演出、アニメーション表現技術の組み合わせ」の優秀さを理由として国際審査員特別賞を受賞、2009年の第4回札幌国際短編映画祭では最優秀チルドレン・ショート賞、オーディエンスアワード、子ども審査員賞〈金賞〉の3賞をトリプル受賞している。
米国のコモン・センス・メディア（CSM）は子供の保護者への情報提供として以下のようなコメントを掲載している。
"appropriate for all ages and doesn't contain anything questionable."

あらゆる年齢層に適しており、いかがわしい内容は一切含まれていません。

### 原作絵本の評価
オリヴァー・ジェファーズによる原作絵本『Lost and Found』は2005年のネスレ子どもの本賞（旧 ネスレ・スマーティーズ・ブック賞）で金賞を、翌2006年にはイギリスBBC主催のブルー・ピーター・ブック賞を受賞するなど高い評価を得た。

アメリカの出版情報誌『パブリッシャーズ・ウィークリー』はこの作品を「魅力的だ」とした上で、以下のように紹介した。
"...gently humorous and heartwarming tale of friendship found, lost and regained."

優しくユーモラスで心温まる物語。友情の構築、喪失、そして回復が描かれている。
アイルランドの児童書専門誌『Inisマガジン』は以下のように評価した。
"a very special book which I am sure will become a favourite with 3 to 4-year-olds. It also offers wide scope for discussion in the playschool/infant classroom."

とても特別な本だと思います。3から4歳児のお気に入りの本にきっとなると私は確信しています。またプレイスクールや保育園の教室での話の幅を広げてくれるでしょう。
イギリスの読書推進基金ブックトラストは以下のように記した。
"it is a visual delight, and its themes of loneliness and friendship will resonate with young readers."

視覚的に楽しく、寂しさと友情というテーマは若い読者に響くでしょう。
アメリカの書評誌カーカス・レビューには以下のような批評が掲載されている。
"Readers who (inexplicably) find David Lawrence’s Pickle and Penguin (2004) just too weird may settle in more comfortably with this—slightly—less offbeat friendship tale."

デヴィッド・ローレンスの『ピクルとペンギン（Pickle and Penguin）』（2004年）が（どういうわけか）ただただ奇妙に感じる読者にとっては、この（いくらかは）風変わりではない友情物語の方が感情移入できるかもしれません。